# 陶澍

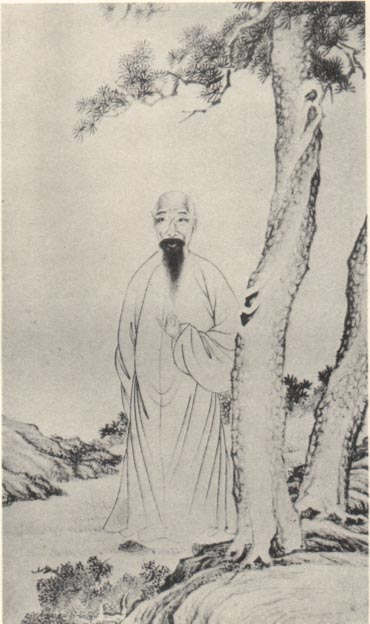
陶澍

陶 澍（とう じゅ、乾隆43年（1778年） - 道光19年（1839年））は中国清朝後期の政治家。字は雲汀。諡号は文毅。湖南省安化県の人。林則徐らとともに道光帝から信任を得て地方行政の改革を進めた官僚の一人である。

## 略歴
嘉慶7年（1802年）、進士（科挙の合格者）となる。翰林院庶吉士から官界をスタートし、江南道監察御使・陝西道監察御使を歴任後、戸科給事中となり、さらに山西按察使・福建按察使・安徽布政使などに任ぜられ、道光3年（1823年）には安徽巡撫となった。
当時、塩の専売による利益は清朝廷財政の4分の1を占め、中でも両淮地域の利益はその4割に及んでいたが、嘉慶年間（1796年 - 1820年）後期ごろから、密売の横行による収益の低下や、行政経費や慈善事業に充てるための各種付加的徴収などの冗費により、官営製塩事業は崩壊しつつあった。陶澍は任地における製塩事業の改革を断行。質の悪かった官塩の価格を私造塩と同等まで引き下げ、密売の取り締まりを強化、また様々な冗費を削減するなど合理化を図って塩質を高めさせた。この改革により淮北塩の売上成績を大いに上げたため、道光帝から嘉賞された。
道光6年（1826年）には江蘇巡撫となり、漕運および海運事業に携わって実績をあげる。穀倉地帯であった江南から徴税された米を首都北京へ運搬する際には、従来大運河が利用されていたが、道光4年（1824年）の黄河の大決壊により、大運河の通航が困難となっていた。そこで、陶澍や林則徐らは大運河に代わって海運を重視するよう主張していた。そのため、この1826年には江南地方の米は上海から天津まで海運で運搬された（ただし、大運河の既得権益を得ていた層から反撥も強く、すぐに廃止された）。江蘇巡撫となった陶澍は海運のみならず江南の水利事業に取り組む。太湖を水源とするこの地方の大小河川は流れが緩やかで土砂が沈澱・堆積しやすく、これまでの幾度かの水利事業は、流れが詰まると一時しのぎの支流を作ってしのぐという弥縫策でしかなかった。陶澍はこれを批判、抜本的な対策をなすべく現地調査を踏まえた詳細な工費の見積もりの後、財源を捻出して呉淞江（蘇州河）の河道を浚渫する大工事を実行した。これらの水利事業は陶澍の転任後も、後に江蘇巡撫に就任した林則徐により引き継がれていく。
これらの功績により、道光10年（1830年）に太子少保兼両江総督となり、以後9年間その職にあった。道光18年（1838年）、イギリス東インド会社による輸入で蔓延していたアヘン問題について黄爵滋が常用者の極刑を含むアヘン厳禁論を上奏すると、道光帝は各地の大官に対し意見を求めた。陶澍は林則徐とともに黄爵滋の強硬論に賛意を示している。しかし翌道光19年（1839年）2月に病を得て官を辞した。この年、盟友の林則徐が広州に赴任し、大量のアヘンを処分。後のアヘン戦争の引き金となったが、それを見ぬまま同年、陶澍は6月に死去した。著書に『印心石屋文集』『陶檀公羊譜』『淵明集輯注』『蜀輶日記』『陶文毅公全集』など。

## 伝記史料
- 『清史稿』巻三百七十九 列伝一百六十六 陶澍伝